# عبد الإله الشمري
عبد الإله ملواح الشمري، لاعب كرة قدم سعودي، يلعب في نادي أبها.

## مسيرة اللاعب
بدأ اللاعب في الفئات السنية في نادي الشباب و وصل للفريق الأول في عام 2018 .

### برنامج الابتعاث الخارجي
انضم لبرنامج الابتعاث السعودي لكرة القدم 2019 مع مجموعة من اللاعبين للابتعاث الخارجي لاكتساب الخبرات و المشاركة أمام فرق من مختلف الدرجات في إسبانيا وغيرها من الدول الأوروبية.

### عودته من الابتعاث
عاد من الابتعاث للمشاركة مع نادي الشباب في صيف 2020 و انضم للفريق الأول و أعير إلى نادي الطائي ونادي الحزم ونادي ضمك وانتقل بعدها إلى نادي أبها.

## الحياة الشخصية
هو شقيق اللاعب عبد الملك الشمري .

## روابط خارجية
- عبد الإله الشمري على موقع Soccerway.com (الإنجليزية)
- عبد الإله الشمري على موقع كووورة